# نهر مانينغ

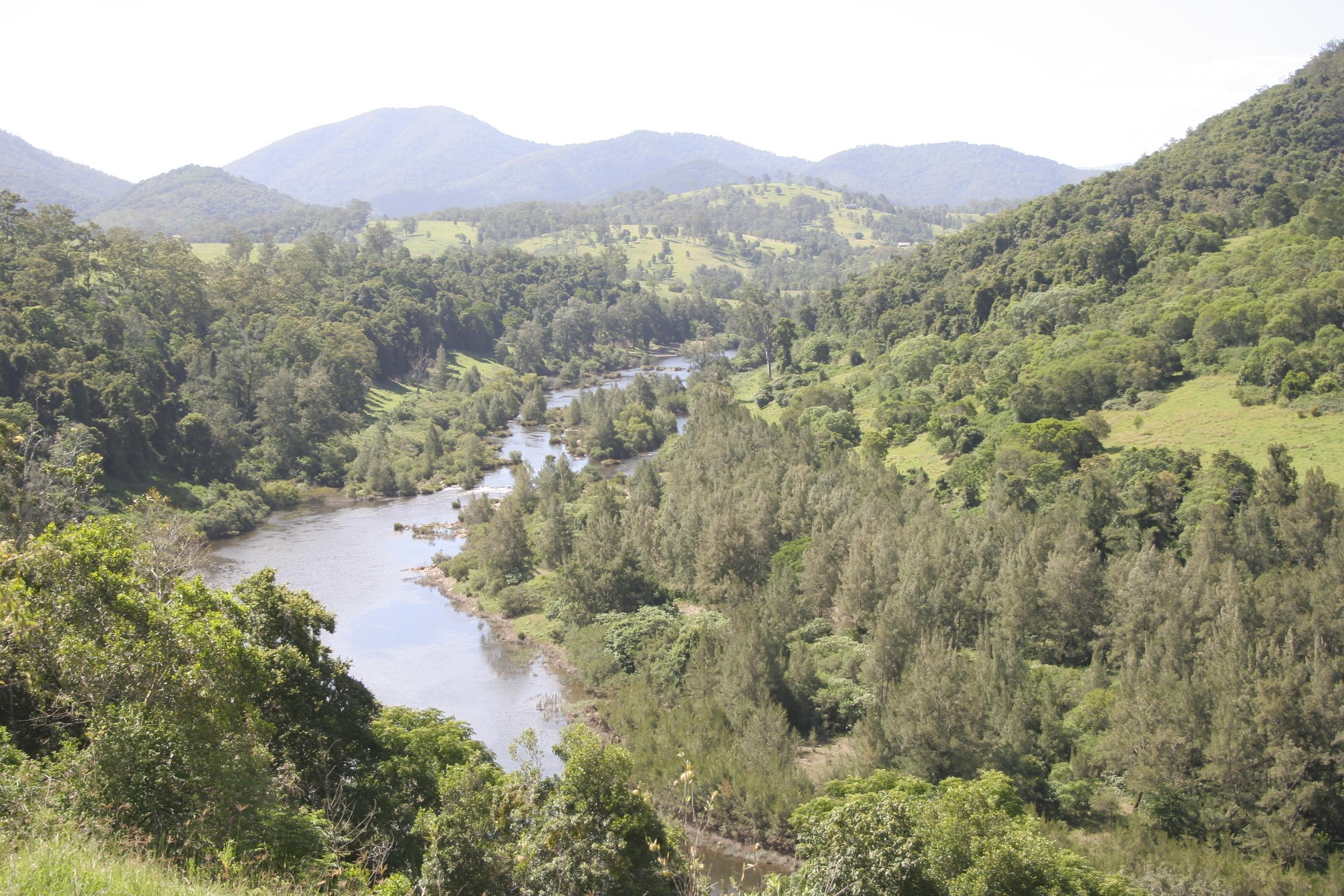
نهر مانينغ
(بالإنجليزية: Manning River)‏: هو نهر في وسط الساحل الشمالي لولاية نيو ساوث ويلز، أستراليا الذي يتدفق عبر وادي مانينغ بطول 250 كم ومساحة حوضه 8190 كم2. وهو واحد من عدد قليل من أنظمة الأنهار الكبيرة في أستراليا من ناحية عدم اقامة سد لأغراض إمدادات المياه في أي مكان على طول النهر. ويتم تغذية إمدادات المياه للمنطقة عن طريق سد Bootawa، وهذا السد بعيد عن النهر، ومع ذلك، يتم ضخ المياه من النهر إلى السد كلما تعكر النهر وكلما سمحت مستويات تدفق المياه.
الجزء السفلي من النهر هو نظام دلتا حيث يلتقي البحر، مع عدة قنوات تقسيم الأراضي الساحلية في جزر كبيرة، مثل ميتشل وجزر أوكسلي.
مترجم Manning River